# Джапаридзе, Зураб
Зура́б Джапари́дзе (груз. ზურაბ ჯაფარიძე; род. 1 января 1976, Тбилиси) — грузинский политический деятель, депутат Парламента Грузии двух (2012—2016 и с 2020 года) созывов, лидер партии «Новый политический центр — Гирчи».

## Биография
Родился 1 января 1976 года в Тбилиси.
Окончил Тбилисский государственный медицинский университет в 1999 году и Грузинский институт общественных дел в 2005 году. С 1998 года работал в западных программах оказания помощи Грузии.
С 2005 по 2011 год преподавал в Грузинском институте общественных дел, с 2011 года — в Свободном университете Тбилиси. С 2010 по 2012 год был колумнистом в журнале «Табула».
По итогам парламентских выборов 2012 года избран в Парламент Грузии V созыва по спискам президентской партии «Единое национальное движение». В 2013 году принимал участие в первичных выборах кандидата в президенты от ЕНД, соперниками Джапаридзе были депутаты парламента Георгий Барамидзе, Шота Малашхия и Давид Бакрадзе, победу по итогам праймериз одержал Давид Бакрадзе.
В 2015 году стал лидером партии «Новый политический центр — Гирчи», отделившейся от «Единого национального движения» и вставшей в оппозицию правящей партии «Грузинская мечта — Демократическая Грузия».
В 2018 году стал кандидатом на президентских выборах, состоявшихся в октябре. Будучи кандидатом, выступал за полную легализацию марихуаны, ранее в рамках предвыборной кампании он разместил свою рекламу на порносайте PornHub с надписями «Не обещаю увеличения размера!» и «Больше секса, больше свободы!». По итогам первого тура президентских выборов, прошедшего 28 октября 2018 года, набрал 2,26 % голосов и занял 6 место.
По итогам парламентских выборов 2020 года избран в Парламент Грузии VII созыва от партии «Гирчи». 1 ноября 2021 года отказался от участия в работе парламента в знак протеста против правящей партии «Грузинская мечта» и её основателя Бидзине Иванишвили, а также из-за заключения экс-президента Михаила Саакашвили.
В 2021 году политик перед выборами в органы местного самоуправления опять разместил рекламу на порносайты, посчитав такая реклама эффективнее телевизионной, на баннере изображен он вместе с номером 45 и порноактёром.

## Личная жизнь
Женат, супруга — Ната Кикнадзе, от брака имеет двоих детей (сын и дочь).